# Tor-túra
A Tor-túra (eredeti címe: Are We There Yet?, szó szerinti jelentése: Ott vagyunk már?) 2005-ös amerikai családi filmvígjáték Brian Levant rendezésében. A film írói Steven Gary Banks, Claudia Grazioso, J. David Stem és David N. Weiss. A főszerepben Ice Cube, Nia Long, Aleisha Allen, Philip Daniel Bolden, Jay Mohr és Tracy Morgan látható.
A filmet 2005. január 21.-én mutatta be a Columbia Pictures. Világszerte 98 millió dolláros bevételt hozott a pénztáraknál. 2007-ben elkészült a folytatás is Tor-túra 2. címmel, 2010-ben pedig televíziós sorozat is készült.

## Rövid történet
Nick Parsons kénytelen elvinni két látszólag visszafogott gyereket a városba, amíg az anyjuk Vancouverben van.

## Szereplők
| Szerep                 | Színész          | Szinkronhang  |
| ---------------------- | ---------------- | ------------- |
| Nick Persons           | Ice Cube         | Szabó Győző   |
| Suzanne Kingston       | Nia Long         | Timkó Eszter  |
| Lindsey Kingston       | Aleisha Allen    | Talmács Márta |
| Kevin Kingston         | Philip Bolden    |               |
| Marty                  | Jay Mohr         | Fekete Zoltán |
| Big Al                 | M.C. Gainey      | Áron László   |
| Satchel Paige (hangja) | Tracy Morgan     | Lippai László |
| Miss Mable             | Nichelle Nichols | Pálos Zsuzsa  |
| Carl                   | Henry Simmons    |               |
|                        | Wilford Brimley  |               |

## Fogadtatás
A Rotten Tomatoes oldalán 12%-ot ért el 117 kritika alapján, és 3.5 pontot szerzett a tízből. A Metacritic honlapján 27 pontot szerzett a százból, 28 kritika alapján. 
A CinemaScore oldalán átlagos minősítést kapott.